# 凯特·马克格拉夫
凯特·马克格拉夫（英語：Kate Markgraf，1976年8月23日—），旧姓索布雷罗（Sobrero），美国女子足球运动员。她曾代表美国国家队参加2000年、2004年和2008年夏季奥林匹克运动会足球比赛，获得二枚金牌和一枚银牌。